# Laccosperma
Genre
Classification phylogénétique
Synonymes
- Ancistrophyllum  (G.Mann & H.Wendl.) H.Wendl.     (1878)
- Neoancistrophyllum Rauschert        (1982) [1]

Espèces de rang inférieur
- Laccosperma acutiflorum
- Laccosperma korupensis
- Laccosperma laeve
- Laccosperma opacum
- Laccosperma robustum
- Laccosperma secundiflorum

Laccosperma est un genre de la famille des Arecaceae (Palmiers), comprenant des espèces natives de l'Afrique tropicale.

## Classification
- Sous-famille des Calamoideae
  - Tribu des Lepidocaryeae
    - Sous-tribu des Ancistrophyllinae

## Espèces
- Laccosperma acutiflorum (Becc.) J.Dransf., Kew Bull. 37: 456 (1982).
- Laccosperma korupensis Sunderl., Kew Bull. 58: 989 (2003 publ. 2004).
- Laccosperma laeve (G.Mann & H.Wendl.) Kuntze, Revis. Gen. Pl. 2: 729 (1891).
- Laccosperma opacum Drude, Bot. Zeitung (Berlin) 35: 635 (1877).
- Laccosperma robustum (Burret) J.Dransf., Kew Bull. 37: 457 (1982).
- Laccosperma secundiflorum (P.Beauv.) Kuntze, Revis. Gen. Pl. 2: 729 (1891).